# Damien Durand
Damien Durand, né le 16 septembre 1995[Passage contradictoire (l'infobox diffère)] aux Ulis, est un footballeur professionnel français qui évolue au poste d'ailier gauche au Red Star, club de Ligue 2.

## Biographie

### Jeunesse et formation
Damien Durand fais ces debut dans son club local Chilly-Mazarin dans l'Essone, avec lequel il joue c'est premier match de Régional 2 (DHR) en 2014.
Son père, Denis Durand, a lui aussi joué au foot a bon niveau dans le centre de formation de Bordeaux aux côtés de joueurs comme Bixente Lizarazu et Christophe Dugarry.

### CO Les Ulis
En 2017, il rejoint le club des Ulis en National 3. il y joue 2 saisons pour 48 match et 5 buts.

### Sainte-Geneviève Football Club
En juillet 2019, il part au Sainte-Geneviève Football Club pour jouer en National 2. Il restera 1 saisons et y disputera 21 matchs pour 3 buts et 1 passe décisive.

### Red Star FC
À l'été 2020, Durand a signé un contrat professionnel avec le Red Star FC qui evolue dans le championnat de National 1 .
Le 24 août 2020, il a fait ses débuts avec le club lors d'une défaite 5-3 contre Bastia, marquant deux buts et obtenant un penalty pour son équipe[6][2] Après ses performances pendant la saison, il est nommé pour le trophée de « révélation de la saison» du Championnat national.
Durant la saison 2023-2024, Durand décroche le titre de meilleur passeur du championnat avec huit passes décisives et remporte le National avec le Red Star, qui termine en tête du classement et accède ainsi à la Ligue 2.
Le 30 août 2024, il marque son premier but en Ligue 2 lors d'une victoire 4-3 contre Guingamp.

## Statistiques
Le tableau ci-dessous retrace la carrière de Damien Durand depuis ses débuts :

| Saison                | Club                  | Championnat           | Championnat | Championnat | Coupe(s) nationale(s) | Coupe(s) nationale(s) | Compétition(s) continentale(s) | Compétition(s) continentale(s) | Compétition(s) continentale(s) | Total | Total |
| Saison                | Club                  | Division              | M.          | B.          | M.                    | B.                    | Comp.                          | M.                             | B.                             | M.    | B.    |
| 2017-2018             | CO Les Ulis           | National 3            | 24          | 2           | 0                     | 0                     | -                              | -                              | -                              | 24    | 2     |
| 2018-2019             | CO Les Ulis           | National 3            | 24          | 3           | 0                     | 0                     | -                              | -                              | -                              | 24    | 3     |
| Sous-total            | Sous-total            | Sous-total            | 48          | 5           | 0                     | 0                     | -                              | -                              | -                              | 48    | 5     |
| 2019-2020             | Sainte-Geneviève FC   | National 2            | 20          | 3           | 1                     | 0                     | -                              | -                              | -                              | 21    | 3     |
| Sous-total            | Sous-total            | Sous-total            | 20          | 3           | 1                     | 0                     | -                              | -                              | -                              | 21    | 3     |
| 2020-2021             | Red Star              | National              | 34          | 9           | 4                     | 1                     | -                              | -                              | -                              | 38    | 10    |
| 2021-2022             | Red Star              | National              | 31          | 8           | 2                     | 2                     | -                              | -                              | -                              | 33    | 10    |
| 2022-2023             | Red Star              | National              | 28          | 5           | 3                     | 1                     | -                              | -                              | -                              | 31    | 6     |
| 2023-2024             | Red Star              | National              | 30          | 4           | 2                     | 0                     | -                              | -                              | -                              | 32    | 4     |
| 2024-2025             | Red Star              | Ligue 2               | 34          | 7           | 2                     | 0                     | -                              | -                              | -                              | 36    | 7     |
| Sous-total            | Sous-total            | Sous-total            | 153         | 30          | 13                    | 4                     | -                              | -                              | -                              | 166   | 34    |
| Total sur la carrière | Total sur la carrière | Total sur la carrière | 221         | 38          | 14                    | 4                     | -                              | -                              | -                              | 235   | 42    |